# Перигляціальні відклади
Перигляціальні відклади (рос. перигляциальные отложения, англ. periglacial deposits, нім. periglaziale Ablagerungen f pl) — 
1. У вузькому значенні — прильодовикові відклади, які утворюються біля краю льодовика, переважно його талими водами, за рахунок виносу з-під льоду цими водами матеріалу донних та внутрішніх морен (зандрові галечники, піски, стрічкові глини прильодовикових озер), а також при їх перевіванні вітрами (дюнні піски).
2. В широкому значенні — відклади, характерні для великих плейстоценових перигляціальних зон. Терміном П.в. часто помилково називають мерзлотні утворення, не пов'язані зі зледенінням (наприклад, льодові жили, кріотурбації та інші мерзлотні деформації Субарктики).

Термін введено у 1909 р. польським вченим В. Лозинським.